# Donko Angelov
Donko Angelov es un deportista búlgaro que compitió en atletismo adaptado. Ganó dos medallas en los Juegos Paralímpicos de Verano, plata en Seúl 1988 y plata en Barcelona 1992.

## Palmarés internacional
| Juegos Paralímpicos | Juegos Paralímpicos  | Juegos Paralímpicos | Juegos Paralímpicos |
| Año                 | Lugar                | Medalla             | Prueba              |
| ------------------- | -------------------- | ------------------- | ------------------- |
| 1988                | Seúl (Corea del Sur) | Medalla de plata    | Triple salto B3     |
| 1992                | Barcelona (España)   | Medalla de plata    | Triple salto B3     |